# ليون والراس
ماري إسبريت ليون والراس (بالفرنسية: Léon Walras)‏ (يلفظ بالفرنسية: [valʁas]؛ ولد في 16 ديسمبر 1834 - وتوفي 5 يناير 1910) كان خبيرًا اقتصاديًا رياضيًا ينمتي للمدرسة الجورجية في الاقتصاد. صاغ النظرية الحدية للقيمة (بشكل مستقل عن وليم ستانلي جيفونز وكارل مينغر) وكان رائدًا في تطوير نظرية التوازن العام.

## السيرة الذاتية
كان والراس نجل أوغست والراس الذي عمل مديرًا لمدرسة فرنسية. لم يكن والده اقتصاديًا محترفًا، لكن تفكيره الاقتصادي كان له تأثير عميق على ابنه. أوجد قيمة البضائع من خلال تحديد ندرتها بالنسبة للاحتياجات البشرية.
التحق والراس في المدرسة الوطنية العليا للمناجم بباريس، لكنه سئم من الهندسة. وعمل مديرًا للبنك وصحفيًا وروائيًا رومانسيًا وموظفًا في السكك الحديدية قبل أن يصبح عالم اقتصاد. حصل والراس على تعيين بصفة أستاذ للاقتصاد السياسي في جامعة لوزان.
مثلما ورث والراس اهتمام والده بالإصلاح الاجتماعي. مثل أعضاء الجمعية الفابية، دعا إلى تأميم الأرض، معتقدًا أن إنتاجية الأرض ستزداد دائمًا وأن الإيجارات من هذه الأرض ستكون كافية من أجل دعم الأمة دون ضرائب. أكد أيضًا أن جميع الضرائب الأخرى (أي على السلع والعمالة ورأس المال) تدرك في النهاية آثارًا مطابقة تمامًا لضريبة الاستهلاك، حتى تتمكن من إلحاق الضرر بالاقتصاد (على عكس ضريبة الأراضي).
تأثير آخر من تأثرات والراس كان من أوغستين كورنو -زميل سابق لوالده في المدرسة- إذ أصبح والراس تحت تأثير العقلانية الفرنسية وقُدم لاستخدام الرياضيات في الاقتصاد بسبب أوغستين.
يعود الفضل لوالراس في تأسيس كلية لوزان للاقتصاد بصفته أستاذًا للاقتصاد السياسي في جامعة لوزان، إلى جانب خلفه فيلفريدو باريتو.
نظرًا لأن معظم منشورات والراس كانت متاحة باللغة الفرنسية فقط، فإن العديد من الاقتصاديين لم يكونوا على دراية بعمله. تغير هذا في عام 1954 مع نشر ترجمة وليام جافيه الترجمة الإنجليزية لكتاب عناصر الاقتصاد السياسي البحت. كان عمل والراس أيضًا معقدًا جدًا من الناحية الرياضية للعديد من القراء الذين عاصروه. من ناحية أخرى، امتلك نظرة ثاقبة كبيرة في عملية السوق في ظل ظروف مثالية لذلك فقد كان أكثر قراءة بكثير في العصر الحديث.
على الرغم من النظر إلى والراس على أنه أحد القادة الثلاثة للثورة الحدية، لم يكن على دراية بالشخصين البارزين الآخرين في النظرية الحدية، وهما وليم ستانلي جيفونز وكارل مينغر، وطور نظرياته بشكل مستقل. اختلف والراس مع جيفونز حول قابلية التطبيق، في حين أن النتائج التي اعتمدها كارل مينغر توافقت تمامًا مع الأفكار الموجودة في الكتاب (على الرغم من التعبير عنها بطريقة غير رياضية).

## الحياة والوظيفة

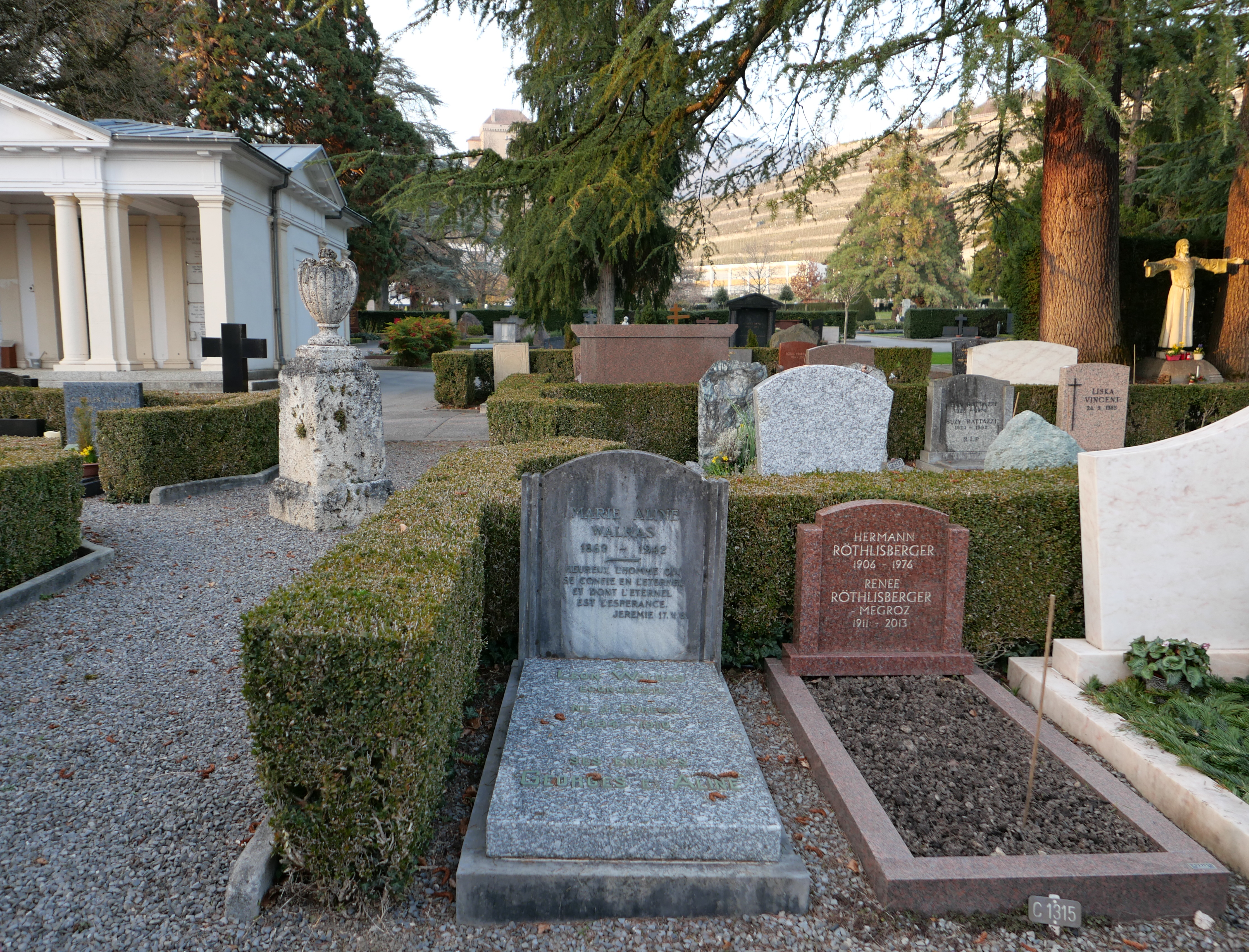
قبر ليون والراس (1834-1910)، اقتصادي فرنسي، وابنته ماري ألين (1869-1942) في مقبرة كلارنس في كانتون فود السويسري.

### نظرية التوازن العام
بين عامي 1874 و1877، نشر والراس كتاب عناصر الاقتصاد السياسي البحت (1899، الطبعة الرابعة؛ 1926، بشكل نهائي)، ونشرها وليام جافيه باللغة الإنجليزية في عام 1954.
قاده هذا العمل إلى اعتباره أبًا لنظرية التوازن العامة. كانت المشكلة التي شرع والراس في حلها هي التي قدمها أيه. أيه. كورنوت، أنه على الرغم من إمكانية إثبات معادلة الأسعار للعرض والطلب من أجل تصفية الأسواق الفردية، فمن غير الواضح وجود توازن لجميع الأسواق في وقت واحد. يشير قانون والراس إلى أن مجموع قيم الطلبات الزائدة في جميع الأسواق يجب أن يساوي الصفر، سواء أكان الاقتصاد في حالة توازن عام أم لم يكن. يعني هذا أنه في حالة وجود طلب زائد إيجابي في إحدى الأسواق، يجب أن يكون هناك نقص في الطلب في سوق أخرى. وبالتالي، إن كانت جميع الأسواق باستثناء واحدة في حالة توازن، فيجب أن تكون هذه السوق الأخيرة في حالة توازن.
بنى والراس نظريته الأساسية للتوازن العام من خلال البدء بمعادلات بسيطة ثم زيادة التعقيد في المعادلات التالية. بدأ بنظام مقايضة بين شخصين، ثم انتقل إلى اشتقاق طلبات المستهلكين المائلة إلى أسفل. انتقل بعد ذلك إلى التبادلات التي تشتمل على أطراف متعددة، وانتهى أخيرًا بالائتمان والمال.
كتب والراس أربع مجموعات من المعادلات –تمثل واحدة كمية السلع المطلوبة، وتربط أخرى بين أسعار السلع وتكاليف إنتاجها، وواحدة من أجل كميات المدخلات الموردة، وأخرى توضح كميات المدخلات المطلوبة. هناك أربع مجموعات من المتغيرات الواجب حلها، وهي سعر كل سلعة، وكمية كل سلعة مباعة، وسعر كل عامل إنتاج، وكمية كل عامل من تلك العوامل التي اشترتها الشركات. من أجل تبسيط الأمور، أضاف والراس معادلة أخرى لنموذجه، تتطلب أن تُنفق جميع الأموال المستلمة، بطريقة أو بأخرى. ولكن هناك الآن معادلات تحتوي على أكثر من مجهول. من نظرية المعادلات، يتعلم المرء أن الشرط الضروري ولكن غير الكافي لوجود حل فريد لنظام المعادلات هو أن عدد المعادلات يجب أن يساوي عدد المتغيرات. عالج والراس هذه المشكلة عن طريق اختيار سلعة اعتباطية (جي1) والتي تحدد سعرها معيارًا يقارن أسعار السلع الأخرى مقابله. يمكن الآن حل نظام المعادلات لأسعار جميع السلع من حيث جي1، ولكن ليس لمستويات السعر المطلقة.

## روابط خارجية
- ليون والراس على موقع الموسوعة البريطانية (الإنجليزية)
- ليون والراس على موقع إن إن دي بي (الإنجليزية)